# San Rafael (Vázquez de Coronado)
San Rafael – dystrykt w Kostaryce, w kantonie Vázquez de Coronado, w prowincji San José.

## Geografia
San Rafael ma powierzchnię 16,95 kilometrów kwadratowych i leży na wysokości 1 510 m n.p.m..

## Demografia
Według zliczenia ludności w 2011 roku w dystrykcie San Rafael mieszkało 7 040 mieszkańców.

## Transport

### Transport drogowy
Przez dystrykt San Rafael biegną następujące drogi krajowe:
- Droga krajowa nr 216
- Droga krajowa nr 307